# Прокопије Декаполит
Преподобни Прокопије Декаполит је био из мјеста Декаполиса на обали Галилејског мора, због чега се и прозвао Свети Декаполит.
У младости одао се животу испосничком и прошао све прописане трудове, којима се срце чисти и дух узвишава к Богу. Но када је настало гоњење због икона од стране цара Лава III Исаврјанина, Прокопије је устао у заштиту икона, доказујући да иконопоклонство није идолопоклонство, јер хришћани знају да клањајући се пред иконама не клањају се мртвој материји него живим светитељима који су насликани на иконама. Због тога би Прокопије зверски мучен, хапшен, бијен и железом струган. Кад цар Лав III Исавријанац (717—741) би убијен телом, погинувши душом раније, иконе бише повраћене у цркве и Прокопије се поврати у свој манастир где проведе остатак живота у миру. Био је сапатник Преподобног Василија Исповедника. Скончао је мирно у VIII веку.
Српска православна црква слави га 27. фебруара по црквеном, а 12. марта по грегоријанском календару.